# Andrea Pesciarelli
Andrea Pesciarelli (Roma, 20 ottobre 1964 – Roma, 8 ottobre 2011) è stato un giornalista italiano.

## Biografia
Ha lavorato in Rai a Televideo, TGR Lazio, Rai Sport e TG1. Nel 2007 passa a Mediaset a lavorare come notista politico al TG5 per volontà del direttore Clemente Mimun.

## La morte
Muore l'8 ottobre 2011 in un incidente in scooter sul Lungotevere delle Armi a Roma, nel quartiere Della Vittoria, finendo contro un albero.